# Мимми из Мухоса
«Мимми из Мухоса» (фин. Muhoksen Mimmi) — комедийный фильм финского режиссёра Йорма Нортимо, вышедший в 1952 году. По всей видимости, создателей фильма вдохновил одноимённый шлягер Матти Лоухивуори «Muhoksen Mimmi», появившийся годом ранее.

## Сюжет
Цыганская пара Енни и Алекси держат трактир неподалёку от Мухоса (Северная Остроботния). У них останавливаются каменщик Мартсу, штукатур Рантсу, сварщик Хейкки и их шеф инженер Имму. Все четверо влюбляются в молодую продавщицу Мимми. Однако оказывается, что она уже влюблена в «бедного тормозного кондуктора» Яакко Меттинена. Родственник Яакко, богатый землевладелец в Австралии, оставил ему большое наследство, но Яакко ещё не знает об этом. Известить его об этом поручено агенту Вальде Хумандеру, который получает за это часть денег. Однако Хумандер решает путём обмана завладеть всем наследством. Он отправляется в Финляндию на поиски Яакко, его сопровождает испанская танцовщица Долорес Рамонес. Мошенники прибывают в Мухос, у них всё идёт по плану…

## В ролях
- Туйя Халонен-Лохикоски (Мимми)
- Матти Орависто (Яакко Меттинен)
- Сиири Ангеркоски (Енни)
- Армас Йокио (Алекси)
- Асси Нортиа (танцовщица Долорес Рамонес)
- Матти Ромппанен (инженер Имму)
- Тойво Алаярви (агент Вальде Хумандер)
- Матти Аулос (каменщик Мартсу)
- Пентти Вильянен (штукатур Рантсу)
- Ханнес Вейво (сварщик Хейкки)

### Youtube
- Главная тема из фильма, исп. Матти Лоухивуори (1951) на YouTube